# Nem-hajó
A nem-hajó Frank Herbert A Dűne univerzumában szereplő technológia.
A nem-hajó olyan csillaghajó, amely egyfajta nem-kamra, elegendő jövőbelátó képességgel (azaz fejlett számítórendszerrel) és meghajtórendszerrel ellátva, hogy lehetővé tegye a csillagközi utazást Liganavigátor nélkül, és szemmel ugyan látható, de érzékelhetetlen a jövőbelátó személyek és műszerek számára. Ez azt jelenti, hogy a helyzetét, mozgásait vagy az utasait nem érzékelhetik azok, akik jövőbelátó képességgel rendelkeztek, mint például a Liga navigátorai és néhány Atreides leszármazott.
Először a Dűne istencsászára kötetben jelenik meg, az eredetiben „no-room”, a magyar fordításban tértelen néven. Kulcsszerepe van a Dűne eretnekei, A Dűne Káptalanház kötetekben, valamint a befejező részekben, A Dűne vadászai (7.) és A Dűne homokférgei (8. rész) kötetekben.

## Története
Története a Dűne előzményeiben, az Atreides-ház kötetben olvasható.
Liga időszámítása szerint 10156-ban a richesei Chobyn egyedül nagy titokban hozta létre ezt a technológiát. Megalkotása után a Harkonneneknek árulja el, akik létrehoznak majd egy nem-hajót. Ezzel a báró igyekszik kirobbantani egy háborút az Atreides-ház és a Bene Tleilax között. Ez a háború kudarcba fullad.
A feltalálót még abban az évben, mikor megalkotta a technológiát, megölik a Harkonnenek. A találmányból egy darab létezik, az is a báróéknál. Később egy sikertelen támadás során a Bene Gesserithez kerül a nem-hajó. A nem-hajót megvizsgáltatják néhány richesei tudóssal, akik Chobyn kollégái voltak. Később a tudósokat hipnotizálja a Rend, hogy ne emlékezzenek a dologra. Az egyik tudós hosszas gyakorlás után vissza tudott emlékezni, hogy mit akart tőlük a Bene Gesserit rend. Ez a tudós Mentátnak tanult, de idő előtt befejezte ez irányú tanulmányait.
Miután sikerült reprodukálni Chobyn munkáját, nem volt megállás. A technológia előnye, hogy az adott hajót sikerül láthatatlanná ill. érzékelhetetlenné tenni a jövőt érzékelő elmék számára. Többnyire űrhajók lettek leárnyékolva, de volt olyan, hogy szatellit hálózat révén bolygókat tettek láthatatlanná.

## Alkalmazott technológia
A nem-hajók és a nem-kamrák nem láthatatlanok: a szereplők nyilvánvalóan látják a nem-hajókat a saját szemükkel, a nem-terekbe ki-be járkálnak. A nem-kamrák nem is sztázisterek, mert bennük is telik az idő. A nem-hajók valószínűleg azért észrevehetetlenek a jövőlátók (Atreides származási vonal, liganavigátorok) számára, mert kvantum-szuperpozícióban léteznek, ami azt jelenti, hogy egyszerre léteznek minden lehetséges univerzumban, és hullámfüggvényük soha nincs összeomlási állapotban a jövőbelátó érzékelés szempontjából. Ez még az olyan elmék számára is észrevehetetlenné tenné őket, amelyek több vagy korlátlan potenciális univerzumot és idővonalat képesek érzékelni. Az árnyékoló hatást a Dűne-univerzumbeli Holtzmann-effektus egy formájával érik el, ezzel egyben a meghajtást is biztosítva a hajó számára.